# Calvario dell'Inquisizione
Il Calvario dell'Inquisizione è un dipinto del pittore spagnolo Antonio del Castillo y Saavedra realizzato circa nel 1649. La tela era originariamente nel Alcázar de los Reyes Cristianos durante il suo uso come sede del Tribunale del Santo Uffizio dell'Inquisizione; successivamente passò nel deposito dell'esercito finché venne conservata nel Museo di belle arti di Cordova, in Spagna.

## Descrizione
L'opera rappresenta la crocifissione di Gesù. Ai piedi della croce ci sono resti di ossa umane. Il corpo di Cristo agonizzante è inchiodato nella croce e con la testa inclinata a destra. Sopra la croce appare la scritta-legenda Gesù di Nazareth, Re dei Giudei   in ebraico, greco e latino. Ai lati della croce sono presenti due figure addolorate: a sinistra Maria Vergine con le mani giunte e a destra l'apostolo Giovanni evangelista che si asciuga le lacrime con un tessuto bianco.